# 潍县城墙
潍县城墙，位于中华人民共和国山东省潍坊市。潍县城墙主要由老城（西城）、东关（东城）两部分组成，西城城墙位于潍城区，始建于隋代，现存200米，2022年列入山东省重点文物保护单位；东关城墙位于奎文区，现存650米，于2013年列入山东省重点文物保护单位。

## 历史
潍县城墙最早创建于汉代，当时的城池被称作平寿城，汉代的平寿城位于今潍城区西关街道西北部，曹魏时的平寿城可能在今潍城区望留街道西南部:140。
隋代于白浪河以西，擂鼓山以北建新城，被称为北海城，北海城即今天的潍县西城，唐武德二年，置潍州，州治始迁至该处。明朝成化年间，在老城以东修建八阁，即后来的东关。1512年，潍县县城进行了大规模重修。1639年，清军攻克济南，时任潍县知县邢国玺为防御清军进攻，将潍县城墙改建为石城。1748年，潍县知县郑燮再修城墙。1861年，为了防御捻军，兵部郎中郭简之在东关八阁之外修东关城墙，五年后建成。
1916年5月25日护国运动期间，反袁军占领潍县县城。1948年，潍县战役在此爆发，潍县城墙及附属建筑在此期间损毁严重。1949年后，潍县城墙逐渐被扒毁。1949年初，潍坊特别市政府将西城西门瓮城、南门瓮城拆除。1951年，西城迎恩门被拆除。1953年，潍坊市政府动工将潍县城墙大部分拆除。
1980年，潍县东关城墙公布为潍坊市市级重点文物保护单位。1989年，潍县东关城墙被重新修整，并重建了两座城楼。2012年，潍县城墙列入潍坊市市级文物保护单位。2013年，潍县东关城墙列入第四批山东省文物保护单位。2022年1月，潍县老城城墙列入第六批省级文物保护单位。:4

## 形制及现状
潍县城墙分东、西两城，西城为老城，东城又称东关。东、西两城隔白浪河相对，两城之间原有五座桥相连。据记载汉代的平寿城为土城，城墙有四个城门，城门上有谯楼，城墙四角设有角楼。隋初修建的北海城即为今天的西城，亦为土城，明末，西城外壁改用石块。西城有四处城门，北门为望海门、南门为安定门、西门为迎思门、东门为朝阳门，城门外设有瓮城。城墙上有正楼5座、角楼两座，城墙周长约8里，墙面很陡，仅有四个城门和四个角楼有阶梯通往城墙顶端。老城东面为白浪河，南、北、西三面有护城河，护城河两岸有护堤。
潍县西城古城墙上原有众多庙宇，东门瓮城有三司庙、东北角有真武庙、北城墙上有孔相祠、论古堂等。北城墙中央的敌台上设有青阳楼，“潍阳十景”之一“青阳晴眺”即在此。该楼相传是一座冤楼，民间有冤情可登楼伸冤。民国时期，潍县城墙的东门上建起了一座钟楼，钟楼上的钟表系瑞士生产的，该钟楼在当时为潍县最高的建筑，1949年钟楼在潍县战役中被炸毁，1954年钟楼最终拆除。
东关城墙位于老城以东。其城墙周长约10里，面积比西城略小，为土筑，墙内为黄土，外壁以三合土铸造，城墙顶端有砖石制的垛口。东关城墙共有七个门，东、南、北三面各有一个城门，分别为升曦门、鸣凤门、游麟门，西侧则有四个城门，为奎文门、庆城门、通济门、耀武门，每个城门上都有一个炮台。城墙内有明代修建的八个阁，分别为三官、镇武、关帝、观音、凌云、绿瓦、王母、玉皇，目前仅有绿瓦阁尚存。:139
由于临近白浪河，河水浸泡冲蚀使潍县城墙几次坍塌。至清代，历史上有记载的修城有23次之多。中华人民共和国建立后，潍县城墙大部分被扒毁，西城仅有共长达200米的两段城墙留存，残存城墙位于潍城区城关街道的向阳路与北马道街交叉口附近，残存城墙为东西走向，中间被向阳路隔开；东关城墙保留下来的城墙长度约650米，原七个城门尚余正西的通济门和西南的奎文门两个。这段城墙位于今潍坊市奎文区东关街道白浪河东岸。除老城和东关外，清末时，老城西门外的西关也曾设有土围墙，这段围墙位于今潍城区西关街道，目前已拆除无存:26。

## 图集

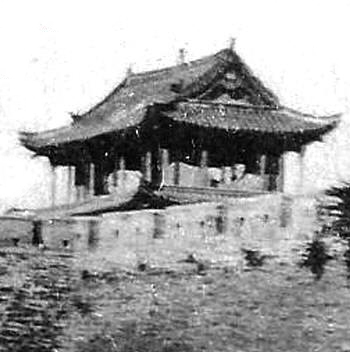
1916年前后的潍县老城安定门城门楼
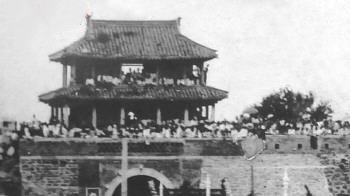
1934年的潍县老城朝阳门城门楼
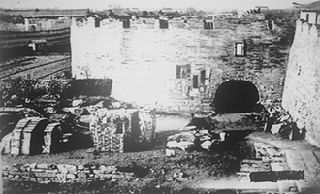
1934年的潍县老城朝阳门的瓮城
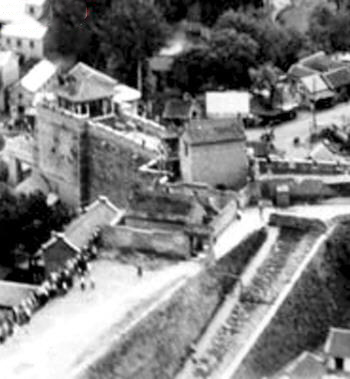
1936年秋，鸟瞰潍县老城东南角建筑群
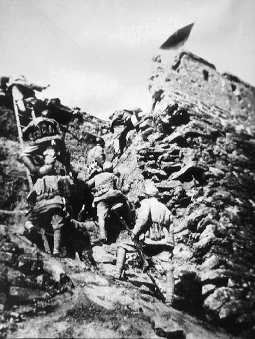
1948年4月潍县战役中，解放军突破潍县西城城墙
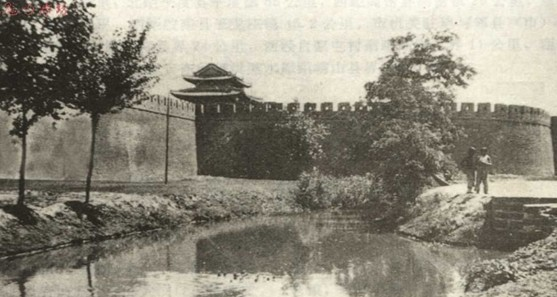
1948年的潍县城墙
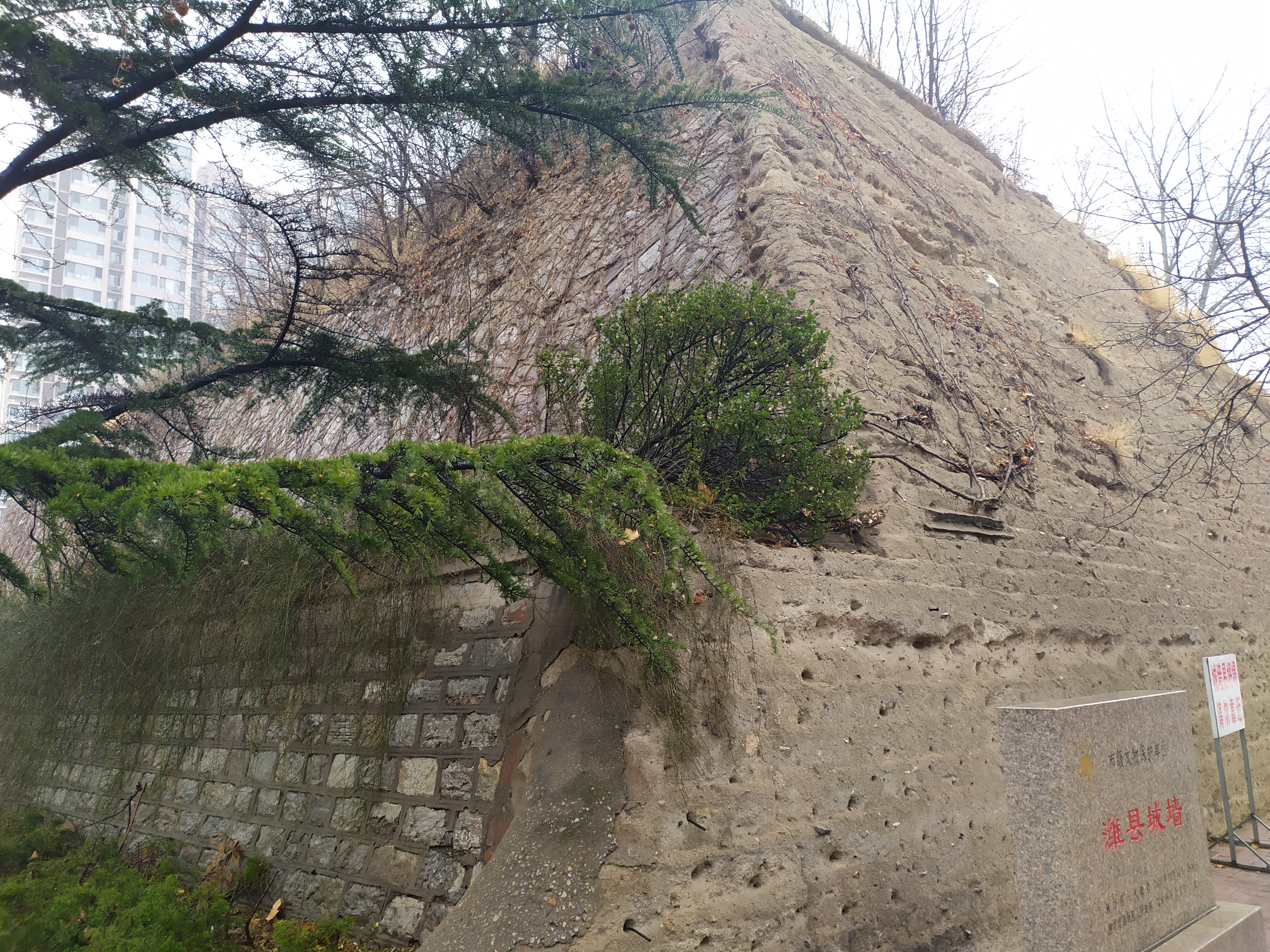
残存的潍县老城城墙东段
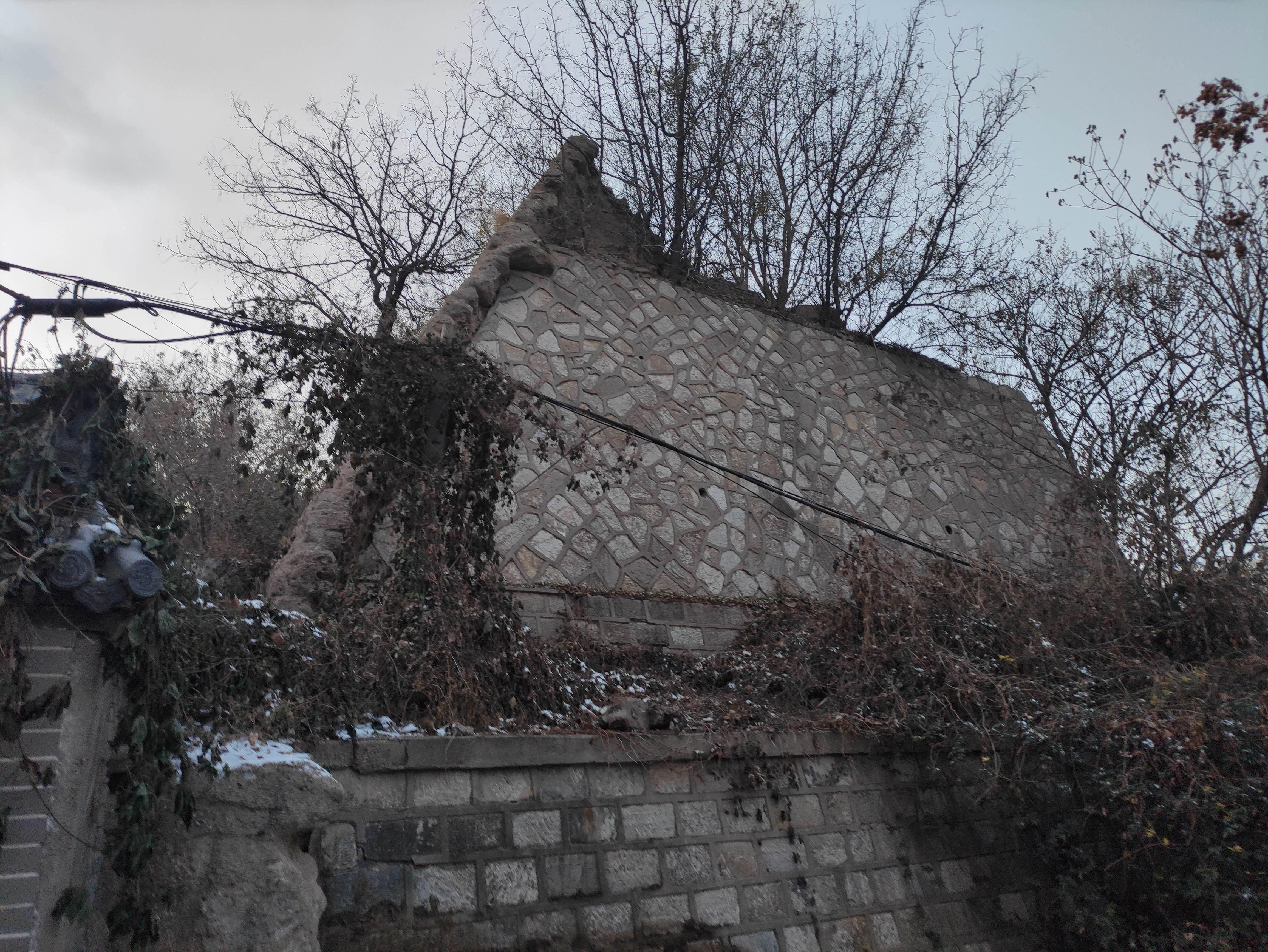
残存的潍县老城城墙西段
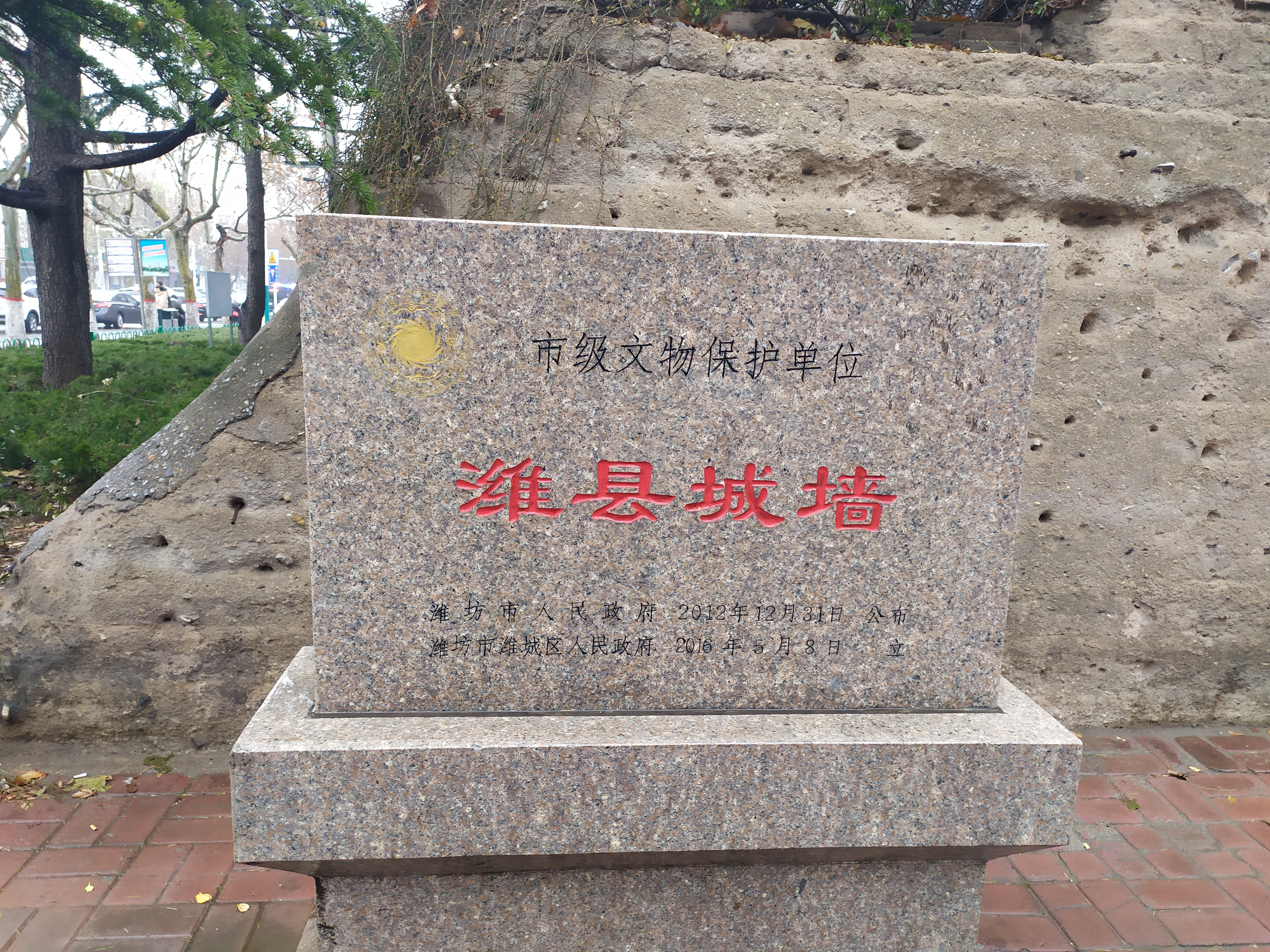
潍县老城城墙文物保护单位碑
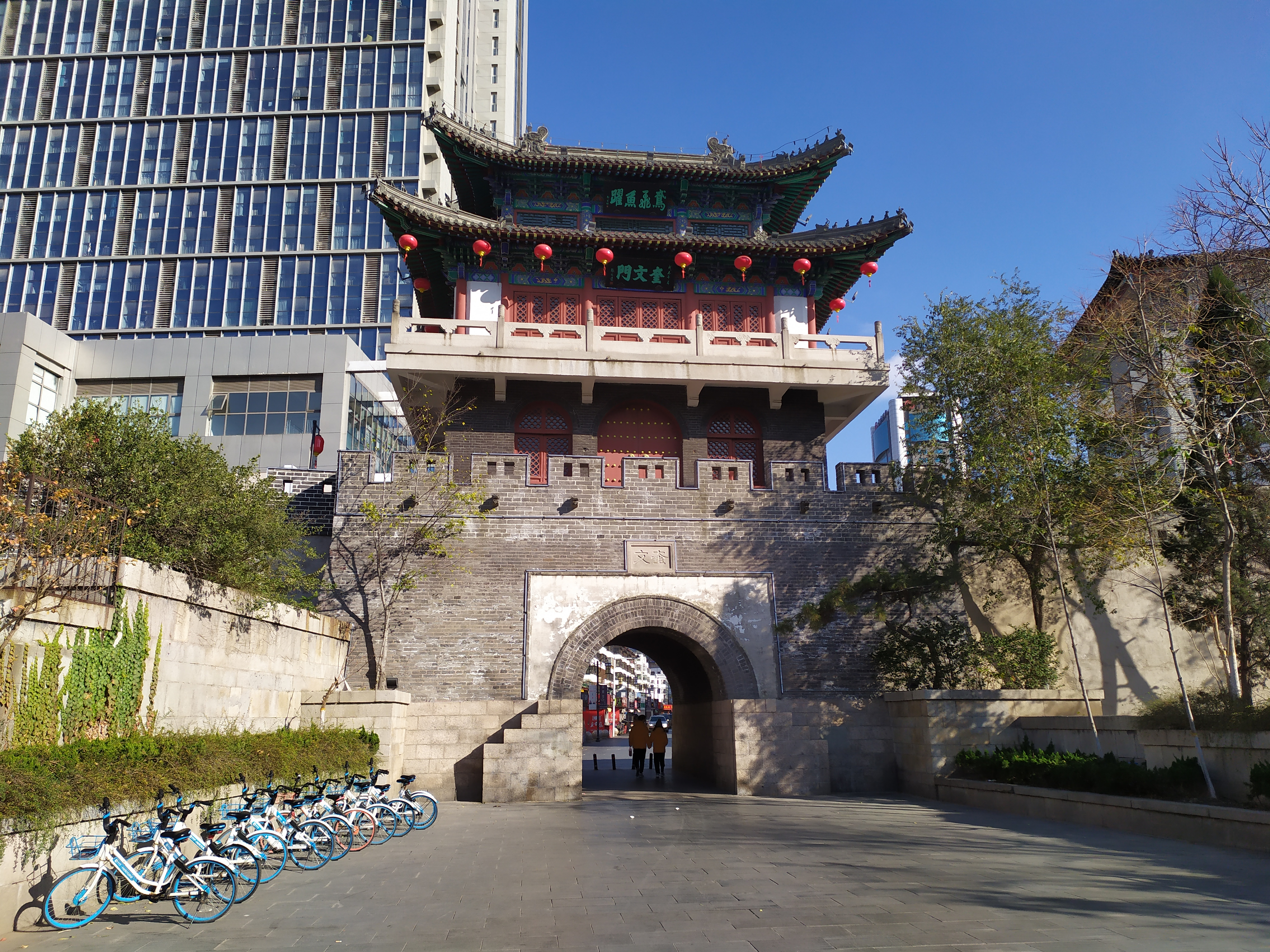
东关城墙的奎文门
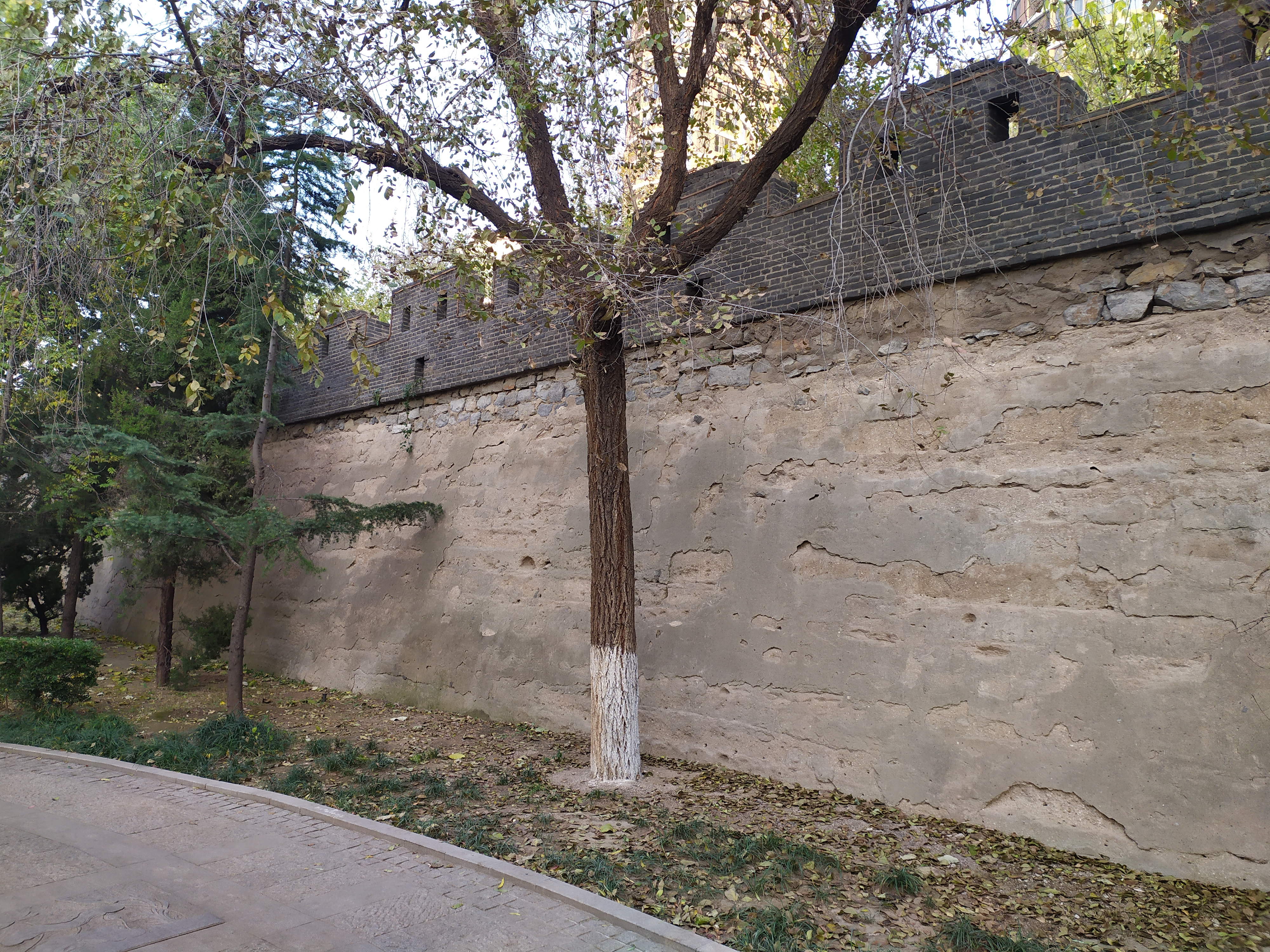
东关城墙通济门段
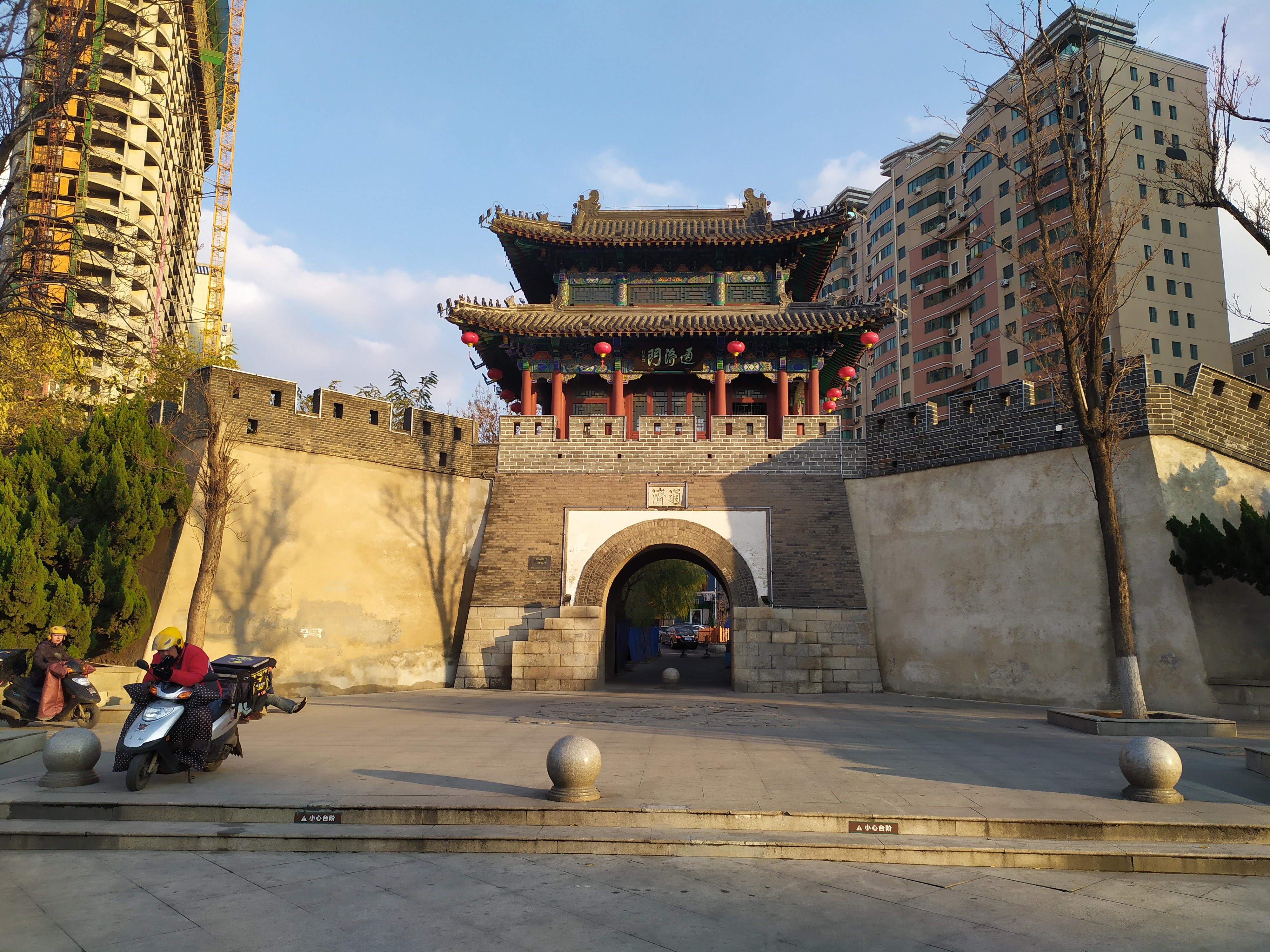
东关城墙的通济门
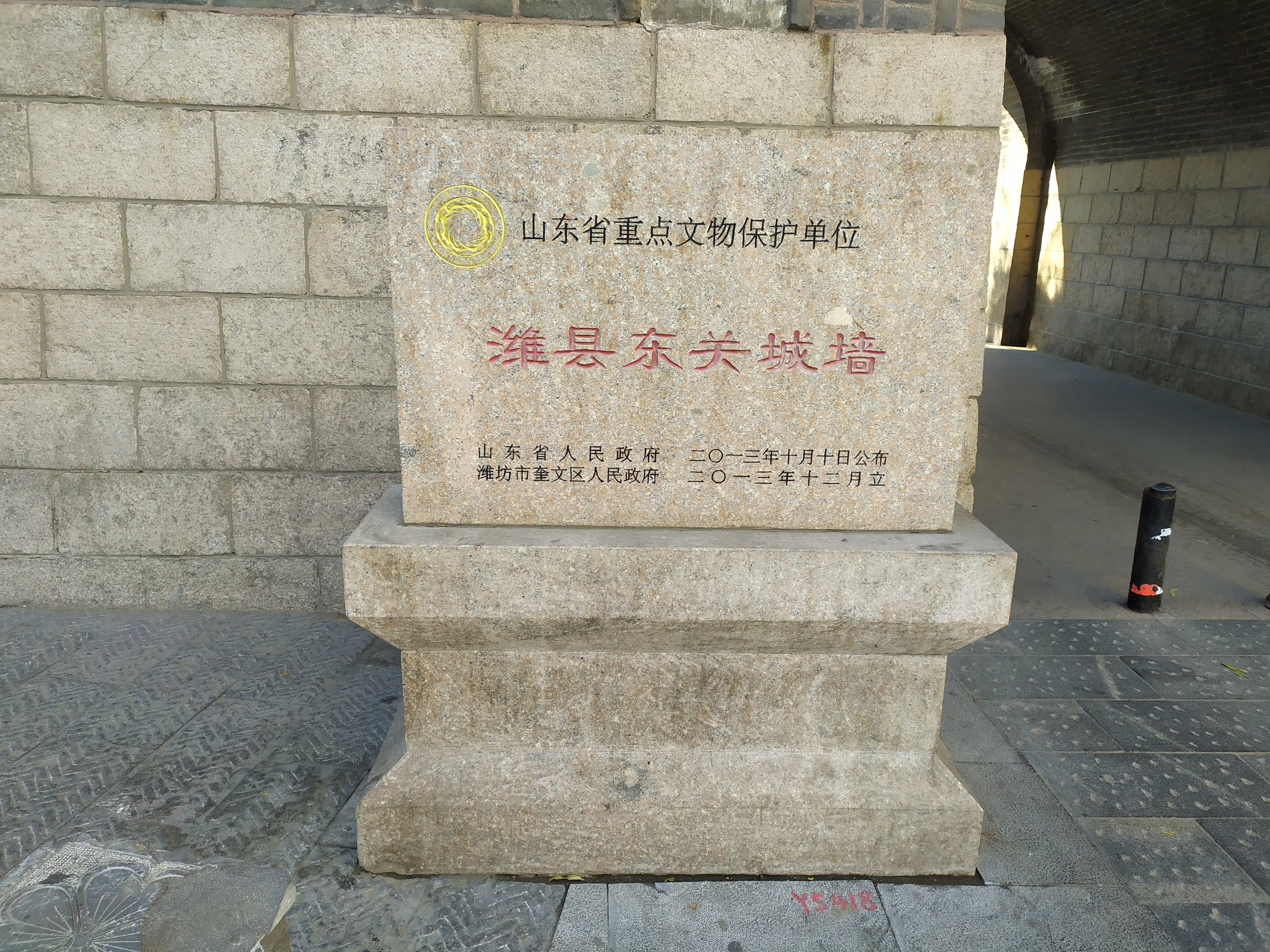
潍县东关城墙文物保护单位碑
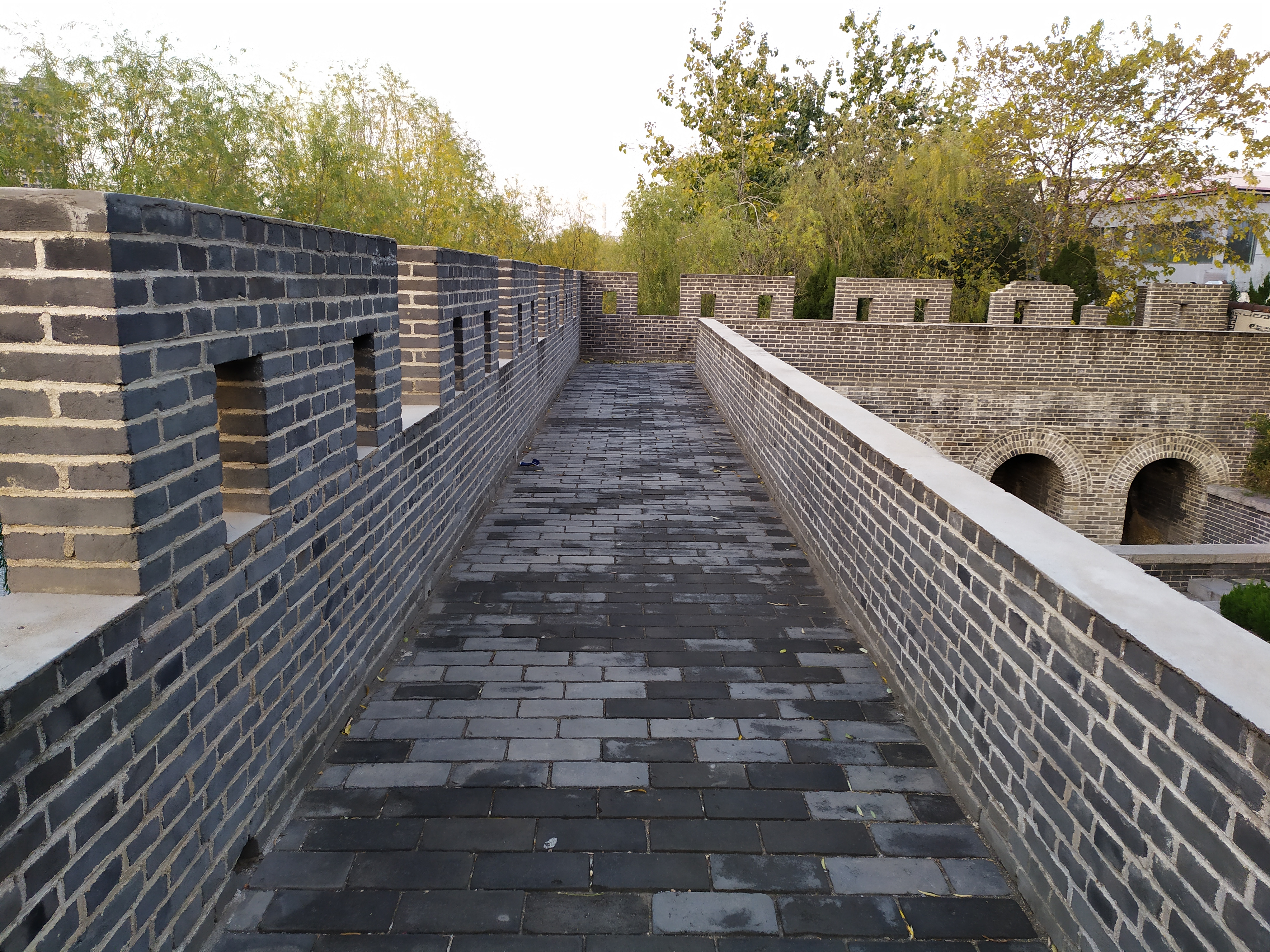
东关城墙古炮台段城墙顶端
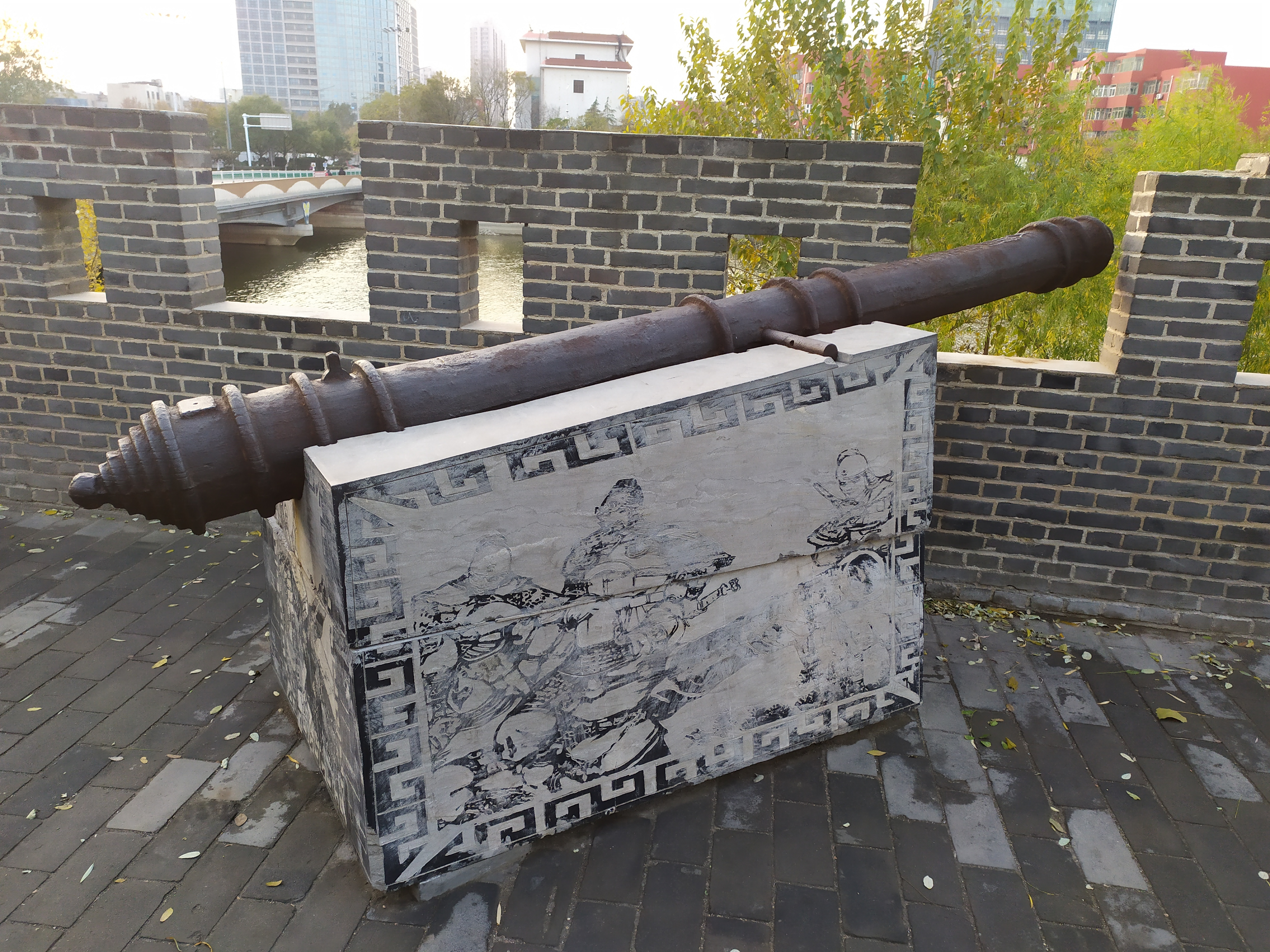
东关城墙古炮台段和其上陈列的一枚清代火炮
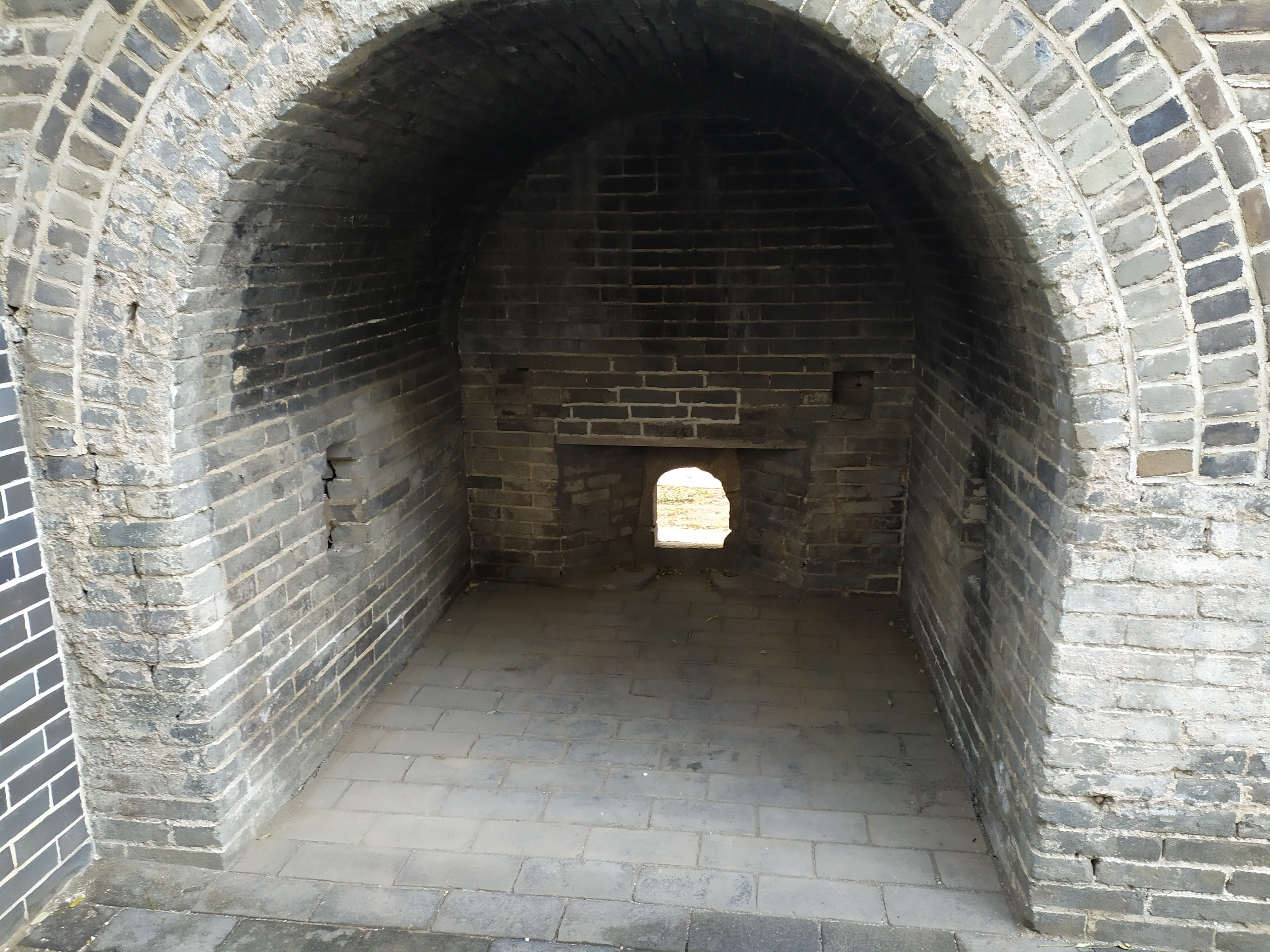
东关城墙古炮台段的一个射擊孔
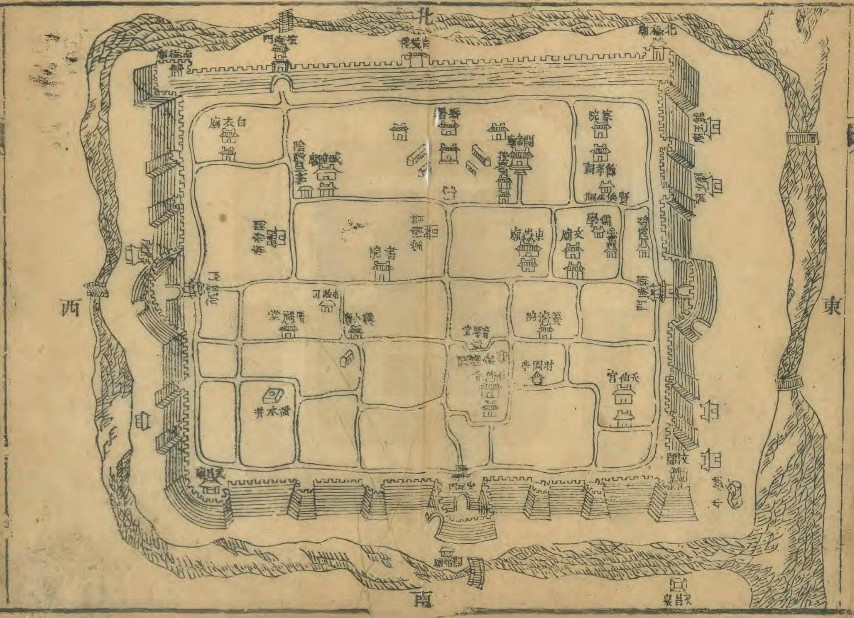
《潍县志》清乾隆二十五年刻本《城池四门之图》
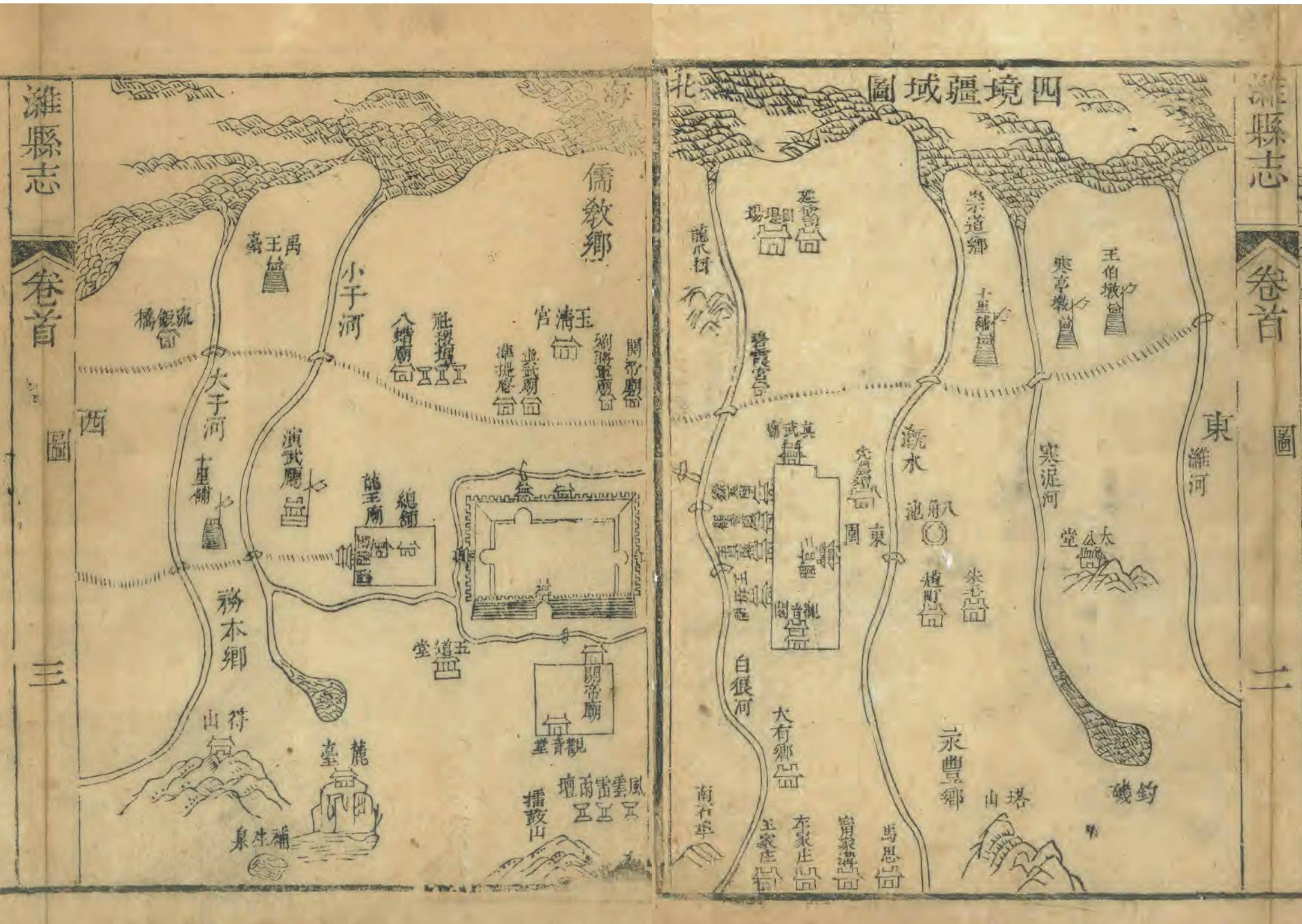
《潍县志》清乾隆二十五年刻本《四境疆域图》